# 松生丸事件
松生丸事件（しょうせいまるじけん）とは、1975年9月2日に日本の漁船松生丸が黄海を航海中に朝鮮民主主義人民共和国の警備艇による銃撃により2名が死亡し、松生丸が拿捕された事件である。

## 概要
9月2日午前10時3分、黄海北部（中国・旅大市東180キロメートル）の公海上において操業中の佐賀県東松浦郡呼子町のフグ延縄漁船松生丸（49.8トン、船長ほか乗組8名）が北朝鮮の警備艇より銃撃され、死者2名、負傷者2名を出した。北朝鮮の警備艇2隻が接近し、手旗信号を送ってきたが意味が分からずにいると、いきなり北朝鮮警備艇は松生丸の船首を銃撃、さらに船尾も銃撃したものである。死亡したのはA（49歳）、B（37歳）の甲板員2名。その後、松生丸は北朝鮮警備艇4隻に拿捕されて北朝鮮に連行された。
日本政府は、日本赤十字社を通じて松生丸の乗組員・遺体の早期返還要求を行い、9月14日に負傷者2名を除く乗組員が松生丸と共に佐賀県呼子港に帰国した。11月14日、C、Dの負傷者2名は北朝鮮の貨物船「スクン号」に乗り、愛知県半田市の衣浦港に帰国した。

## 北朝鮮政府の主張
事件翌日の9月3日未明、朝鮮中央通信は松生丸を領海に侵入したなどとして拿捕したことを明らかにし、朝鮮赤十字会は9月5日午前6時、松生丸を工作船として銃撃したと報じた。11月8日の日本の一部夕刊紙は、帰国した2人の乗組員が平壌で記者会見した際に、松生丸は北朝鮮の領海を侵した、再三の停船命令を無視し逃げたので銃撃を受けたと語ったと報じた。

## 日本政府の主張
日本社会党副委員長だった山本政弘が1975年当時、社会党機関紙局長として訪朝した。ちょうどその時に「松生丸事件」が発生して深刻な事態となり、北朝鮮に拿捕された漁船の乗組員帰還をめぐって厳しいやりとりをした。山本は、北朝鮮当局者に対して乗組員を返すように徹底的な交渉を行なったが、当初は強い拒否にあった。会談は決裂して山本らは日本に引き揚げるつもりだった。荷物をまとめて帰ろうとする直前に、一転して「遺体と生存者全員の帰国」を約束させて1人当たり2万ドルの弔慰金を出させたという。